# Arkady Luxemburg
Arkady Luxemburg (Žytomyr, 15 marzo 1939) è un compositore e pianista sovietico con cittadinanza israeliana naturalizzato statunitense, originario della Moldavia.

## Biografia
Ha conseguito un Master of Arts presso l'Accademia di Musica di Chișinău, Moldova nell'ex Unione Sovietica, dove ha conseguito lauree in pianoforte, composizione e teoria musicale. Ha lavorato come istruttore, pianista e accompagnatore in varie istituzioni in tutto il mondo, tra cui la Moldova Academy of Music, il Moldova St. Neaga College of Music, la Moldova E. Coca School of Music (attualmente C. Porumbescu), la Università statale di San Diego, il Mesa College, California Balletto e David Yellin College. Molti dei suoi studenti sono diventati artisti di fama mondiale, tra cui Oleg Maisenberg e Mark Seltzer.
È autore di diverse opere su Teoria e Armonia. Arkady è stato insignito del Compositore moldavo dell'anno nel 1967.
È membro dell'Unione dei compositori e ASCAP negli Stati Uniti.
Notevoli lavori sinfonici includono: "Sinfonietta", Sinfonia per archi, Due concerti per pianoforte con orchestra, Concerto per violoncello con orchestra, Symphony Fantasy "Melodie primaverili". Tra i lavori degni di nota per pianoforte figurano: "Aquarelie", "In memoria di Shostakovich", "In memoria di Gershwin", Sonata, Sonatina, "Blueses", "Preludes".
Una grande parte delle sue opere sono registrate. Vengono regolarmente pubblicati e suonati nella Repubblica Ceca e Slovacca, nell'ex Unione Sovietica, in Romania, Ungheria, Israele, Francia e Stati Uniti. Dal 1995 vive a San Diego, in California, dove ha continuato la sua carriera come Performer, Compositore e Istruttore.

## Lavora per orchestra sinfonica
- 1. "Sinfonietta" per orchestra
- 2. Concerto per pianoforte e orchestra n.1
- 3. Concerto "Giovanile" per pianoforte e orchestra n.2
- 4. Concerto per violoncello e orchestra
- 5. Suite n. 1 per orchestra d'archi
- 6. Suite n. 2 per orchestra d'archi
- 7. Fantasia per pianoforte e orchestra d'archi
- 8. "Melodie primaverili" fantasy sinfonico per orchestra
- 9. "Caprice" per flauto e orchestra d'archi
- 10. "Symphonic Ballata" per voce e orchestra
- 11. "Valzer" per voce e orchestra
- 12. Suite per bambini per orchestra da camera
- 13. "Melodia" e "Scherzo" per orchestra d'archi
- 14. "Variazioni" per orchestra
- 15. "Sinfonia" per archi
- 16. "Poesia" per archi.
- 17. "Elegia" e "Ragtime" per orchestra
- 18. "Overture della gioventù" per orchestra
- 19. "Humoresque" per orchestra

## Lavora per vari ensemble
- 1. "Preludi" 12 pezzi per quartetto d'archi
- 2. Suite per quartetto d'archi
- 3. 3 pezzi per quartetto d'archi
- 4. "Lullaby and Ostinato" per quintetto di fiati
- 5. "Improvvisazione e Scherzo" per Flauto, Violoncello e Pianoforte
- 6. "Lullaby and Humoresque" per quintetto di ottoni
- 7. Arrangiamento "Hava Nagila" per quintetto di ottoni
- 8. Suite per 5 sassofoni
- 9. "Blues and Rock and Roll" per 4 tromboni
- 10. "Romance and Foxtrot" per 4 trombe
- 11. 3 pezzi per 4 corna
- 12. "Preludio e Ostinato" per 4 violini
- 13. "Cheerful Train" per Violins Ensemble e Piano
- 14. "Passacaglia and Dance" per Flauto, Corno e Pianoforte
- 15. Suite per quartetto di fiati di legno
- 16. 3 pezzi per clarinetto e fagotto
- 17. Tre pezzi per violino, viola e violoncello

## Opere per pianoforte
- 1. Sonata
- 2. Suite "Aquarelie" 8 pezzi
- 3. Suite "In memoria di Gershwin" 5 pezzi
- 4. Sonatina n. 1, n. 2, n. 3, n. 4, n. 5.
- 5. 3 pezzi "In memoria di Shostakovich"
- 6. "Suite per bambini" in stile folk
- 7. "Bluse" 8 pezzi
- 8. "Preludi" 12 pezzi
- 9. "Album per bambini" 9 pezzi
- 10. Suite in stile antico per cembalo o pianoforte 4 pezzi
- 11. "Preludi" 8 pezzi
- 12. "Improvvisazione e Toccata"
- 13. Moods cinque miniature per pianoforte
- 14. Doina, Hora, Betuta e Jok per pianoforte 4 pezzi
- 15. "Stagioni" 4 pezzi 1. "Primavera", 2. "Estate", 3. "Autunno", 4. "Inverno"
- 16. "Pezzi facili" per pianoforte
- 17. "Album per bambini per pianoforte n. 2" 16 pezzi
- 18. Metodo del Pianoforte 220 pezzi.

## Altri lavori
Varie opere per archi, ottoni, fiati, voce e pianoforte, coro,
Canzoni pop e jazz, musica per teatro e film.

## Colonne sonore dei film
Alexander Plamadeala 

Il sogno della mia vita 

Timbro postale Paradise 

Variazioni di balletto